# 30 sekunder över Tokio
30 sekunder över Tokio (engelska: Thirty Seconds over Tokyo) är en amerikansk krigsfilm från 1944 i regi av Mervyn LeRoy.
Filmen bygger på Ted W. Lawson och 
Robert Considines roman med samma namn. 

## Utmärkelser
30 sekunder över Tokio vann en Oscar för bästa specialeffekter 1945.

## Handling
Filmen är en dramatisering av Doolittleräden över Tokyo i april 1942.

## Rollista i urval
- Spencer Tracy - överstelöjtnant Jimmy Doolittle
- Van Johnson - löjtnant Ted W. Lawson
- Robert Walker - furir David Thatcher
- Don DeFore - löjtnant Charles McClure
- Phyllis Thaxter - Ellen Lawson
- Stephen McNally - löjtnant "Doc" White
- Robert Mitchum - löjtnant Bob Gray
- Scott McKay - kapten Davey Jones
- Donald Curtis - löjtnant Joe Randall
- Louis Jean Heydt - löjtnant Miller
- William "Bill" Phillips - Don Smith
- Paul Langton - kapten "Ski" York
- Leon Ames - kommendörkapten Jurika
- Moroni Olsen - generalen
- Alan Napier - mr Parker
- Ann Shoemaker - mrs Parker
- Dorothy Morris - Jane White
- Selena Royle - mrs Reynolds